# Archibald Hill Carmichael
Archibald Hill Carmichael, född 17 juni 1864 i Dale County i Alabama, död 15 juli 1947 i Tuscumbia i Alabama, var en amerikansk politiker (demokrat). Han var ledamot av USA:s representanthus 1933–1937.
Kongressledamot Edward B. Almon avled 1933 i ämbetet och Carmichael fyllnadsvaldes till representanthuset. Han efterträddes 1937 av John Sparkman.
Carmichael ligger begravd på Oakwood Cemetery i Tuscumbia.